# The Fosters (série télévisée, 2013)
Pour les articles homonymes, voir The Fosters.
Good Trouble
The Fosters, ou Les Foster au Québec, est une série télévisée américaine en 104 épisodes de 42 minutes créée par Bradley Bredeweg et Peter Paige, et diffusée entre le 3 juin 2013 et le 6 juin 2018 sur ABC Family / Freeform et en simultané sur ABC Spark au Canada.
La série a été particulièrement acclamée [Par qui ?] pour sa représentation des thèmes LGBT. Elle remporte deux GLAAD Media Awards et un Teen Choice Awards.
Au Québec, la série est diffusée depuis le 28 mai 2018 sur Vrak.
Elle est disponible sur Disney+, au Canada et en Suisse, depuis le 23 février 2021, depuis le 11 août 2021 en Belgique, et depuis le 20 octobre 2021 en France.
Le 3 janvier 2018, Freeform annonce que la série se terminerait après cinq saisons. Elle se conclut avec un épisode final en 3 parties qui sert également d'introduction à Good Trouble, un spin-off diffusée sur Freeform depuis le 8 janvier 2019.
Cette suite met en scène les personnages de Callie et Mariana Adams Foster.

## Synopsis
À San Diego, un couple de femmes, Stef Foster, policière, et Lena Adams, directrice adjointe dans un lycée sont les heureuses mamans de trois enfants : Brandon, le fils biologique de Stef, issu d'un précédent mariage, et des jumeaux adoptés, une fille nommée Mariana et un garçon appelé Jesus. Leur équilibre familial est bousculé lorsqu'elles accueillent une adolescente rebelle au sein de leur foyer, et son petit frère…

## Distribution

### Acteurs principaux
- Teri Polo (VF : Rafaèle Moutier ; VQ : Mélanie Laberge) : Stefanie Adams Foster « Stef »
- Sherri Saum (VF : Fily Keita ; VQ : Catherine Proulx-Lemay) : Lena Adams Foster
- David Lambert (VF : Clément Moreau ; VQ : Nicolas Bacon) : Brandon Foster
- Maia Mitchell (VF : Adeline Chetail ; VQ : Ludivine Reding) : Callie Adams Foster
- Hayden Byerly (en) (VF : Emmylou Homs (saisons 1-2) puis Enzo Ratsito (saisons 3-5) ; VQ : Matis Ross) : Jude Adams Foster
- Danny Nucci (VF : Maurice Decoster ; VQ : Tristan Harvey) : Mike Foster
- Cierra Ramirez (VF : Zina Khakhoulia ; VQ : Fanny-Maude Roy) : Mariana Adams Foster
- Jake T. Austin (VF : Tom Trouffier ; VQ : Sébastien Reding) : Jesus Adams Foster (saisons 1 et 2)[6]
- Noah Centineo (VF : Arnaud Laurent ; VQ : Sébastien Reding) : Jesus Adams Foster (saisons 3 à 5)

Photos des acteurs principaux
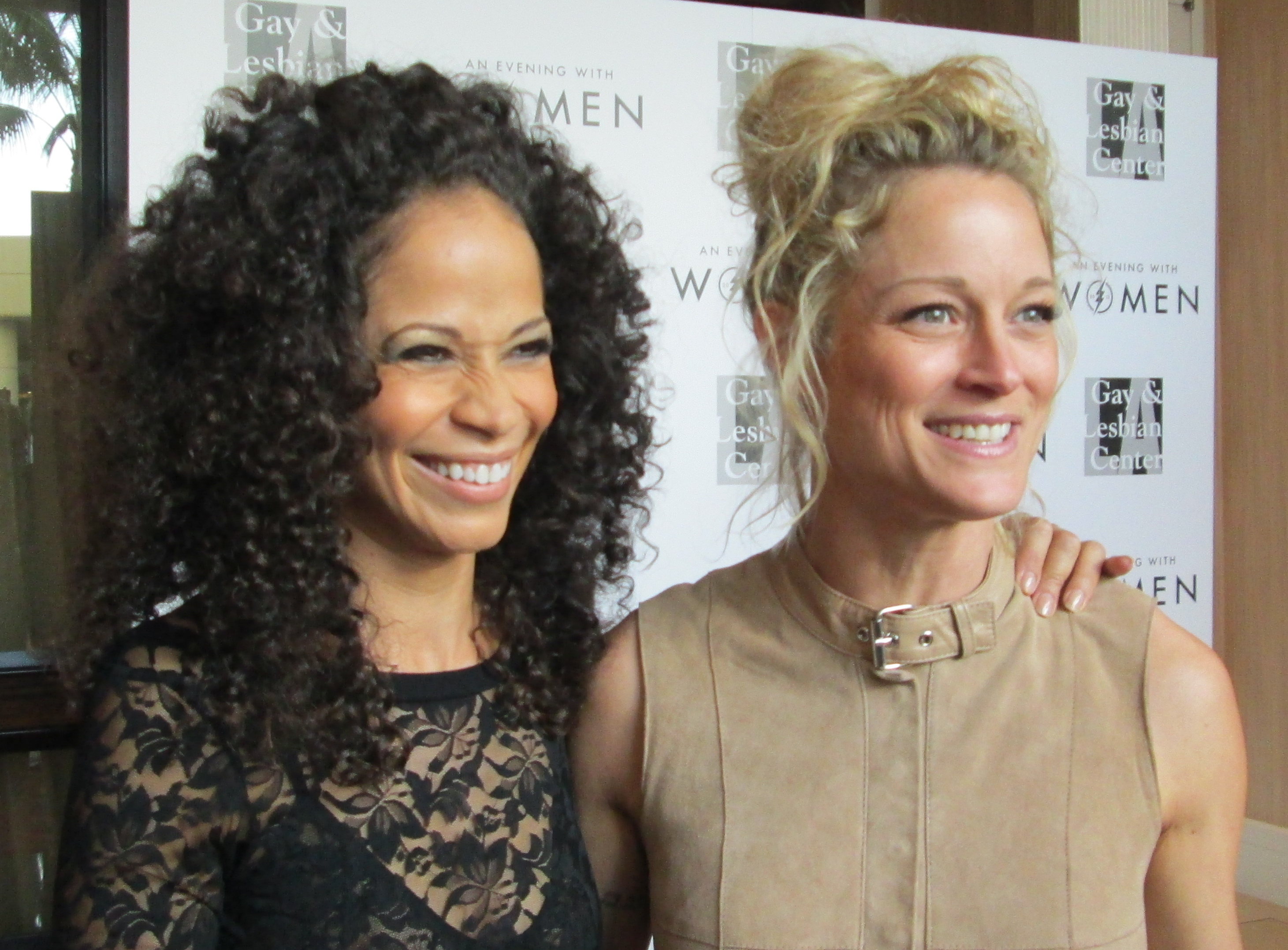
Sherri Saum et Teri Polo dans les rôles de Lena et Stefanie Adams Foster.
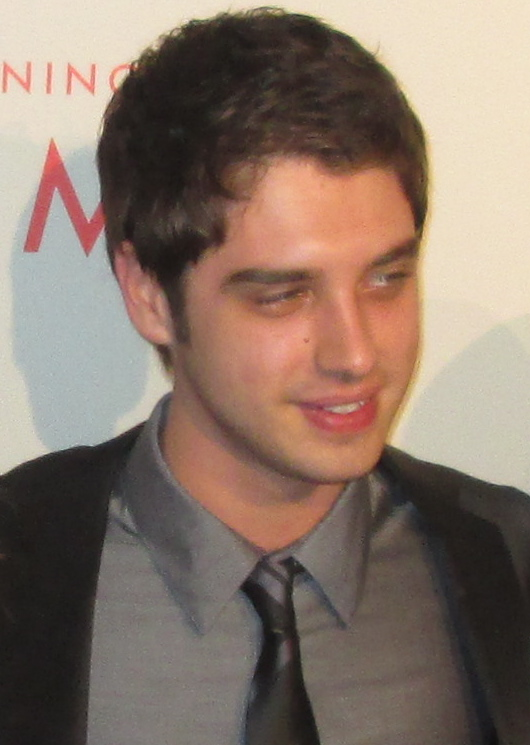
David Lambert dans le rôle de Brandon Foster.
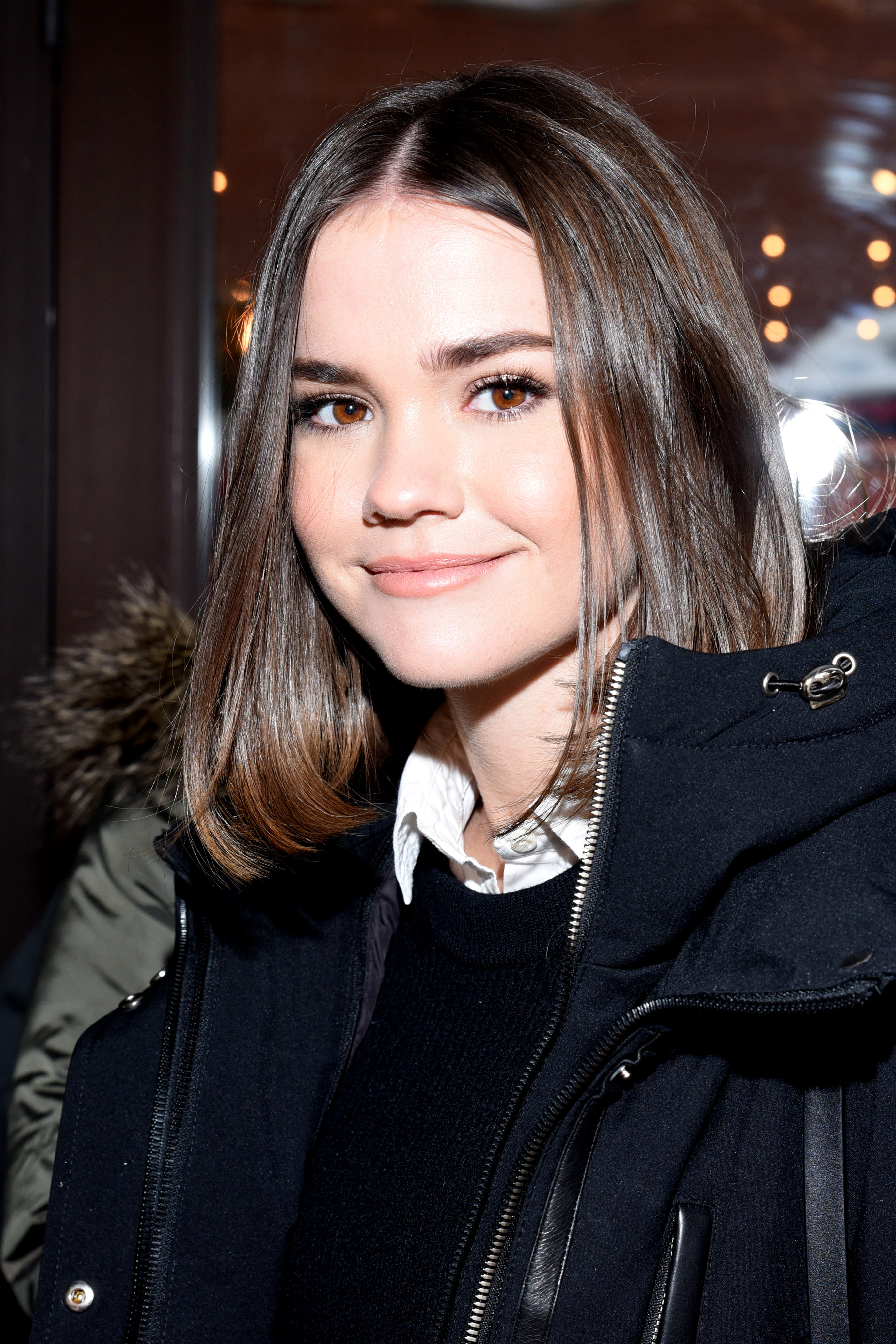
Maia Mitchell dans le rôle de Callie Adams Foster.
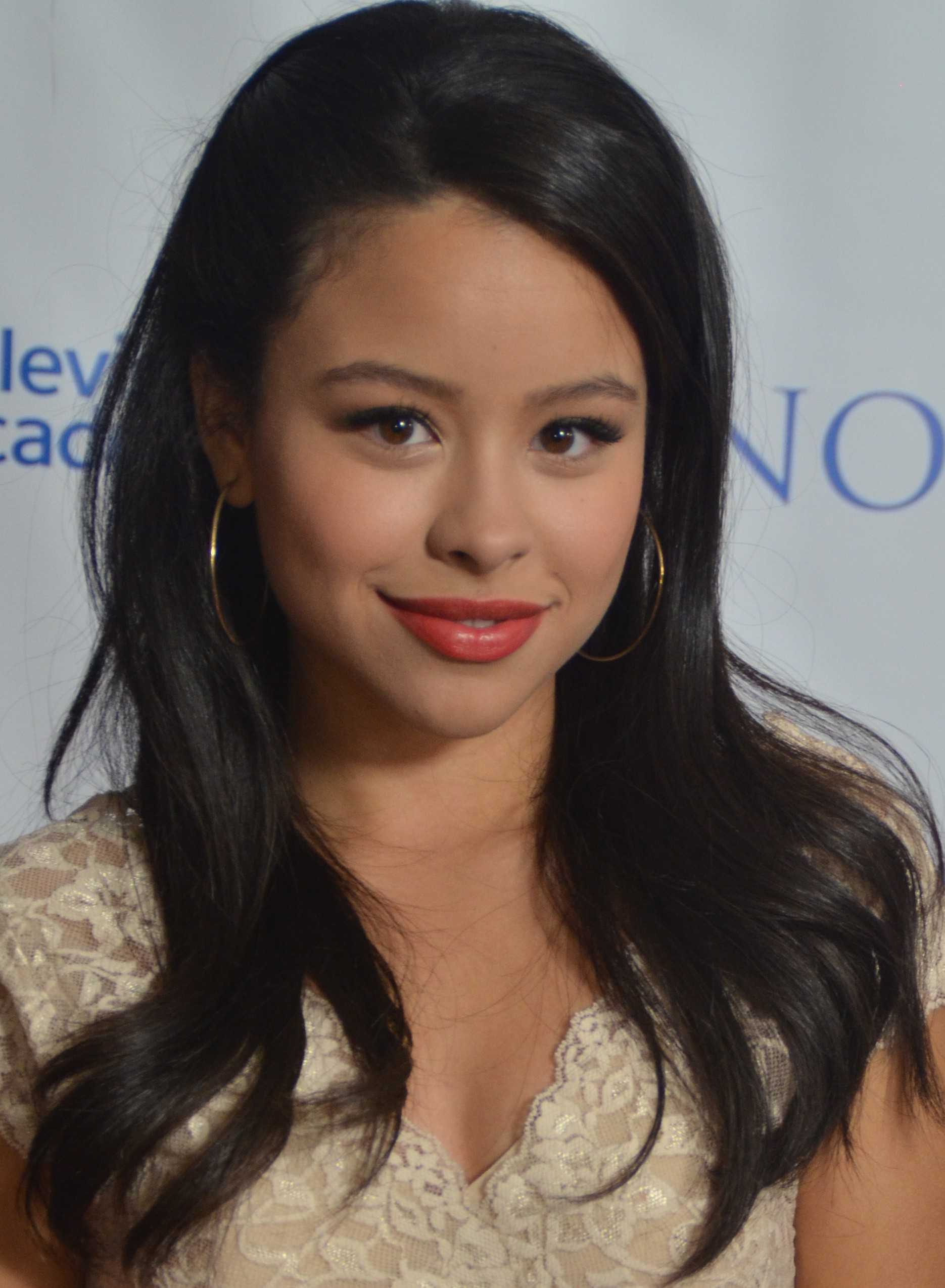
Cierra Ramirez dans le rôle de Mariana Adams Foster.
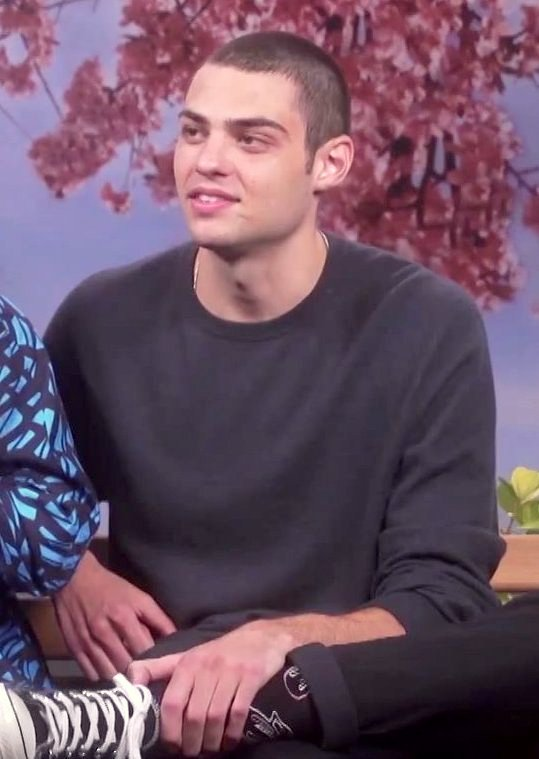
Noah Centineo dans le rôle de Jesus Adams Foster.

### Invités
Version française
- Société de doublage : Dubbing Brothers
- Direction artistique : Ninou Fratellini et Stéphane Marais
- Adaptation des dialogues : Cyrielle Roussy, Yannick Ladroyes, Armelle Guérin, Barbara Liétaer, Nadine Delanoë, Mandy Spalma, Sandrine Chevalier, Rodolph Freytt et Olivier Lipps

Source doublage français : carton de doublage sur Disney+ et sur DSD Doublage
Version québécoise
- Société de doublage : Technicolor/Difuze
- Direction artistique : Nicolas Charbonneaux-Collombet
- Adaptation des dialogues : Nadine Taillon, Andréane Girard et Fannie-Amélie Morin
- Chargée de projet : Geneviève Gloutnez
- Supervision du doublage : Dominique Dussault

 Source et légende : version québécoise (VQ) sur Doublage.qc.ca

## Développement

### Production
Le 6 juillet 2012, le projet a été présenté à ABC Family, et le pilote a été commandé le 23 août 2012.
La production du pilote a débuté le 6 novembre 2012 et ABC Family a commandé la série le 6 février 2013 dont la production a repris le 5 avril 2013.
Le 30 juillet 2013, ABC Family a commandé dix épisodes supplémentaires qui seront diffusés à partir de janvier 2014.
Le 11 octobre 2013, la série a été renouvelée pour une deuxième saison.
Le tournage de la deuxième saison a débuté le 27 février 2014[réf. souhaitée] pour une diffusion à partir du 16 juin 2014 avec un total de 21 épisodes.
Le 13 janvier 2015, la série a été renouvelée pour une troisième saison.
Le tournage de la troisième saison a débuté le 6 avril 2015[réf. souhaitée] pour une diffusion à partir du 8 juin 2015 avec un total de 20 épisodes.
Le 30 novembre 2015, la série est renouvelée pour une quatrième saison.
Pour la première fois depuis la création de la série, la première de la quatrième saison est divisée en deux parties. D'après Bradley Bredeweg et Peter Paige, les créateurs de la série, ce sont les deux épisodes les plus intenses depuis le début de la série. La première de la seconde partie est lui aussi divisé en deux parties.
Le 10 janvier 2017, la série est renouvelée pour une cinquième saison et atteindra les 100 épisodes.
Le 4 janvier la série est annulée au terme de la saison 5, cependant une série dérivée centrée sur Callie et Mariana, Good Trouble, verra le jour.
Freeform, a commandé trois épisodes supplémentaires pour intégrer le spin-off de la série, qui seront diffusés du 4 juin au 6 juin 2018.
Le 16 juillet 2020, toute la distribution s'est réunie virtuellement pour lire le script du tout premier épisode de la série. Cette action eue pour but de faire une collecte de dons en faveur de l'organisation Actors Fund à la suite de la crise du Covid-19.

### Casting
Les rôles ont été attribués dans cet ordre : Teri Polo et Sherri Saum, Maia Mitchell et David Lambert, Jake T. Austin, Cierra Ramirez, Hayden Byerly (en) et Danny Nucci.
Parmi les rôles récurrents, Bianca A. Santos, Alex Saxon, Justina Machado et Brandon W. Jones (en).
À la suite du départ de Jake T. Austin, les producteurs ont décidé de remplacer le personnage de Jesus par Noah Centineo.

### Tournage
La maison se situe à Los Angeles et non à San Diego comme dans la série. Contrairement à d'autres de ses consœurs, le décor principal de la série n'est pas entièrement fictif. En effet, la maison se situe au 2330 E. 1st Street, à Long Beach en Californie. Mais seule la façade figure dans la série. L'intérieur et le jardin ont été reconstitués en studios pour faciliter le tournage. En plus de cela, la façade a également été reconstituée.
Les décors de la série se trouvent dans les studios Warner Bros. à Los Angeles, plus précisément dans la Stage 22. Lorsqu'une scène doit être tournée en extérieur de la maison (par exemple, la famille qui arrive en voiture), elles étaient tournées devant la vraie et lorsque les personnages arrivaient sur le seuil de la porte, ils se trouvaient devant la façade fictive. Ils rentraient ensuite dans la maison fictive aménagée pour le déplacement des caméras, et le réglage des lumières notamment.
Lorsque les personnages montent les escaliers, ils ne vont pas réellement à l'étage. Cela est dû au fait, que les conditions de tournage auraient été beaucoup plus difficiles. L'étage était à la même hauteur que le rez-de-chaussée et sur le même plateau de tournage.

### Fiche technique
- Titre original : The Fosters
- Développement : Bradley Bredeweg et Peter Paige
- Direction artistique :
- Décors : Paul Roome, Linda Louise Sheets et Brana Rosenfeld
- Costumes : Ann Miller, Deena Appel et Kathryn Langston Orindgreff
- Photographie : Lowell Peterson, Kees Van Oostrum et Checco Varese
- Montage :
- Musique : Alec  Puro, Michael Brook, Tasha Ames, Wendy Levy, Elliott Goldkind et Brad Hooks
- Casting : Scott Genkinger, Deborah George et Dawn Nygren
- Production exécutive : Peter Paige, Bradley Bredeweg, Greg Gugliotta, Jennifer Lopez, Simon Fields, Benny Medina, John Ziffren, Joanna Johnson et Elaine Goldsmith-Thomas
- Producteur : Christine A. Sacanani, Paul Sciarrotta, David Hartle, Mark Benton Johnson, Megan Lynn, Wade Solomon
- Société de production : ProdCo Original, Blazing Elm Entertainment, Nuyorican Productions et Freeform Original Productions
- Sociétés de distribution (télévision) : Disney-ABC Domestic Television
- Pays d'origine :  États-Unis
- Langue originale : anglais
- Format : couleur
- Genre : Série télévisée dramatique
- Durée d'un épisode : 42 minutes
- Public : Tous

 Sauf indication contraire, les informations mentionnées dans cette section peuvent être confirmées par la base de données cinématographiques IMDb,  présente dans la section « Liens externes ».

## Diffusion internationale

### Émetteur de télévision
| Pays                           | Chaîne(s)             | Première diffusion | Titre                       | Ref.   |
| ------------------------------ | --------------------- | ------------------ | --------------------------- | ------ |
| États-Unis                     | Freeform              | 3 juin 2013        | The Fosters                 | [ 1 ]  |
| Canada                         | ABC Spark             | 3 juin 2013        | The Fosters                 | [ 3 ]  |
| Afrique du Sud                 | M-Net Series Showcase | 11 septembre 2013  | The Fosters                 | [ 34 ] |
| Espagne                        | AXN White             | 18 janvier 2014    | Familia de acogida          | [ 35 ] |
| Portugal                       | AXN White             | 1er février 2014   | Família de Acolhimento      | [ 36 ] |
| Allemagne Suisse Liechtenstein | Disney Channel        | 17 novembre 2014   | The Fosters                 | [ 37 ] |
| Autriche                       |                       | 17 novembre 2014   | The Fosters                 | [ 37 ] |
| Disney Channel                 |                       | 17 novembre 2014   | The Fosters                 | [ 37 ] |
| ORF                            | 26 février 2018       |                    | The Fosters                 | [ 37 ] |
| Japon                          | Dlife                 | 27 février 2015    | フォスター家の事情          | [ 38 ] |
| Brésil                         | Sony Channel          | 10 janvier 2015    | Os Fosters: Família Adotiva | [ 39 ] |
| Pologne                        | Canal+ Family         | 27 septembre 2015  | The Fosters                 | [ 40 ] |
| Québec                         | Vrak                  | 28 mai 2018        | Les Foster                  | [ 41 ] |

### Plateforme de streaming
| Pays                                                 | Chaîne(s) | Première diffusion | Titre              | Ref.   |
| ---------------------------------------------------- | --------- | ------------------ | ------------------ | ------ |
| Danemark Finlande Norvège Suède                      | Netflix   | 1er février 2016   | The Fosters        | [ 42 ] |
| Danemark Finlande Norvège Suède                      | Viaplay   | 1er avril 2019     | The Fosters        | [ 43 ] |
| Serbie                                               | Pickbox   | 1er avril 2017     | Fosterovi          | [ 44 ] |
| Croatie                                              | Pickbox   | 1er avril 2017     | Obitelj Foster     | [ 45 ] |
| Pays-Bas                                             | Videoland | 5 octobre 2020     | The Fosters        | [ 46 ] |
| Royaume-Uni Irlande Canada Allemagne Autriche Suisse | Disney+   | 23 février 2021    | The Fosters        | ,      |
| Espagne                                              | Disney+   | 23 février 2021    | Familia de acogida | [ 49 ] |
| Belgique                                             | Disney+   | 11 août 2021       | The Fosters        | [ 50 ] |
| France                                               | Disney+   | 20 octobre 2021    | The Fosters        | [ 51 ] |
| AustralieNouvelle-Zélande                            | Disney+   | 5 janvier 2022     | The Fosters        | [ 52 ] |
| Italie                                               | Disney+   | 22 juin 2022       | The Fosters        | [ 53 ] |

## Épisodes

### Première saison (2013-2014)
Cette saison est diffusée en deux parties, la première du 3 juin au 5 août 2013 puis la seconde du 13 janvier au 24 mars 2014.
Au Québec, elle est diffusée du 28 mai 2018 au 18 octobre 2018 sur Vrak.
En France, elle est disponible depuis le 20 octobre 2021 sur Disney +.
1. Nouveau départ (Pilot)
2. Les conséquences (Consequently)
3. Actes hostiles (Hostile Acts)
4. Quinceanera (Quinceañera)
5. Amour et désir (The Morning After)
6. Samedi (Saturday)
7. Confidences (The Fallout)
8. Irréprochable (Clean)
9. Légitime défense (Vigil)
10. Je le veux (I Do)
11. La Lune de miel (The Honeymoon)
12. Nouveau foyer (House & Home)
13. Les Non-dits (Things Unsaid)
14. La journée des familles (Family Day)
15. Padre (Padre)
16. Envers et contre tous (Us Against The World)
17. Séance photo (Kids in the Hall)
18. Premier combat (Escapes and Reversals)
19. Retrouvailles (Don't Let Go)
20. Le bal d'hiver (Metropolis)
21. Jour d'adoption (Adoption Day)

### Deuxième saison (2014-2015)
Cette saison est diffusée en deux parties, la première du 16 juin au 18 août 2014, un épisode de Noël diffusé le 8 décembre 2014, puis la seconde du 19 janvier au 23 mars 2015.
Au Québec, cette saison est diffusée du 25 octobre 2018 au 28 mars 2019 sur Vrak.
En France, cette saison est disponible depuis le 15 décembre 2021 sur Disney +.
1. La peur de l'inconnu (Things Unknown)
2. Décisions et déceptions (Take Me Out)
3. La Fête (Play)
4. Dis Quelque Chose (Say Something)
5. Doutes (Truth Be Told)
6. Mère (Mother)
7. Le jour le plus long  (The Longest Day)
8. Réunion de filles (Girls Reunited)
9. Festival de Découvertes (Leaky Faucet)
10. La Petite Sœur de quelqu'un (Someone's Little Sister)
11. Le Premier Noël (Christmas Past)
12. A tort ou à raison (Over Under)
13. Reste (Stay)
14. Dame Nature (Mother Nature)
15. La lumière du jour (Light of Day)
16. Du temps pour soi (If You Only Knew)
17. Le prix du secret (The Silence She Keeps)
18. Se faire entendre (Now Hear This)
19. La fin justifie les moyens (Justify the Means)
20. Usurpation d'identité  (Not That Kind of Girl)
21. Tout peut arriver (The End Of The Beginning)

### Troisième saison (2015-2016)
Cette saison est diffusée en deux parties. La première partie est diffusée du 8 juin au 17 août 2015 et la seconde partie du 25 janvier au 28 mars 2016.
Au Québec, cette saison est diffusée entre le 4 avril 2019 et le 15 août 2019 sur Vrak.
En France, elle est disponible depuis le 16 février 2022 sur Disney+.
1. L'accident (Wreckage)
2. La fête des pères (Fathers Day)
3. Déjà-Vu (Déjà Vu)
4. Plus que des mots (More Than Words)
5. Virée au sud (Going South)
6. Surprise ! (It's My Party)
7. La Foi, l'Espérance et l'Amour (Faith, Hope, Love)
8. Mères et filles (Daughters)
9. Idyllwild (Idyllwild)
10. Quand on a de la chance (Lucky)
11. Premières impressions (First Impressions)
12. Avis contraires (Mixed Messages)
13. Le bon choix (If and When)
14. La tête sous l'eau (Under Water)
15. Délits mineurs (Minor Offenses)
16. QE (EQ)
17. Seize ans (Sixteen)
18. Répétitions (Rehearsal)
19. Amour interdit (The Show)
20. La vérité éclate (Kingdom Come)

### Quatrième saison (2016-2017)
Cette saison est diffusée en deux parties. La première partie est diffusée du 20 juin 2016 au 29 août 2016 et la seconde partie, désormais les lundis, du 31 janvier 2017 au 11 avril 2017.
Au Québec, cette saison est diffusée du 5 septembre 2019 au 30 janvier 2020 sur Vrak.
En France, elle est disponible depuis le 23 mars 2022 sur Disney+.
1. Énergies Potentielles (Potential Energy)
2. Confinement (Safe)
3. La Confiance (Trust)
4. Rétroactivement (Now for Then)
5. Quarante ans (Forty)
6. Justifications (Justify)
7. Des hauts et des bas (Highs & Lows)
8. Code de filles (Girl Code)
9. New York (New York)
10. Dommages collatéraux (Collateral Damage)
11. Insultes pour blesser (Insult To Injury)
12. Mauvais rêve (Dream A Little Dream)
13. Cruel et disproportionné (Cruel and Unusual)
14. Portes et secrets (Doors and Windows)
15. Éducation sexuelle (Sex Ed)
16. Un long voyage (The Long Haul)
17. Semer l'espoir (Diamond In The Rough)
18. Linge sale (Dirty Laundry)
19. Qui sait ? (Who Knows)
20. D'ici demain (Until Tomorrow)

### Cinquième saison (2017-2018)
Cette saison sera diffusée en deux parties. La première est diffusée du 11 juillet au 5 septembre 2017, et la seconde partie, du 9 janvier au 13 mars 2018.
Freeform a commandé trois épisodes supplémentaires pour intégrer le spin-off de la série, qui ont été diffusés du 4 juin au 6 juin 2018.
Au Québec, cette saison est diffusée du 6 février 2020 au 2 juillet 2020  sur Vrak.
En France, elle est disponible depuis le 4 mai 2022 sur Disney+.
1. Résister (Resist)
2. Extermine-la (Exterminate Her)
3. Le goût du risque (Contact)
4. Vitesse et précipitation (Too Fast, Too Furious)
5. Préoccupations (Telling)
6. Bienvenue dans la jungle (Welcome To The Jungler)
7. A la poursuite de l'impossible (Chasing Waterfalls)
8. La fête de fiançailles (Engaged)
9. Le bal de promo (Prom)
10. Demande d'asile (Sanctuary)
11. Invisible (Invisible)
12. #JeSuisAméricaine (#IWasMadeInAmerica)
13. Les pieds dans le sable (Line in the Sand)
14. Cicatrices (Scars)
15. La fête des mères (Mother's Day)
16. Adieu, fantôme ! (Giving Up the Ghost)
17. Nouveau Look (Makeover)
18. Dis-moi oui (Just Say Yes)
19. De nombreux chemins (Many Roads)
20. Chez les Foster (Meet the Fosters)
21. Les îles Turquoises (Turks & Caicos)
22. Avec le cœur (Where the Heart Is)

## Univers de la série
Lors de l'épisode 3 de la saison 2, à la demande de l'un des membres du groupe dont il fait partie, Brandon chante l'une des chansons qu'il a composées, cette chanson a été inspirée par son histoire avec Callie. Le titre de cette chanson est Outlaws. À noter que cette chanson sera interprétée ou évoquée tout au long de la série.
Durant la série, le groupe appelé Someone Little Sister dont fait partie Brandon se produit à différentes occasions, notamment lors de l'épisode 10 de la saison 2. Lors de la diffusion de celui-ci, un EP a été publié sur les plateformes de téléchargements légales contenant les morceaux spécialement écrits pour la série : Tomorrow's Never Gone, Never Fading Out, Sweet Piece Of Candy, We Survive et une nouvelle version de Outlaws avec la voix de l'actrice Ashley Argota, interprétant le personnage de Lou, chanteuse du groupe.
Lors de l'épisode 19 de la saison 3 mettant en scène la pièce Roméo et Juliette de Brandon, les chansons interprétées par les acteurs ont été encore une fois spécialement composées pour la série. Un second EP a été publié sur les plateformes de téléchargements légales lors de la diffusion de l'épisode. Il comprenait notamment les chansons : Be Brave, Love Will Light The Day, Forever, Unbreakable et Masquerade.

## Accueil

### Audiences
La série fait aujourd'hui partie des créations originales les plus reconnues et les plus primées de la chaîne avec Pretty Little Liars et Switched.
| Saisons | Saisons | Nombre d'épisodes | Jour et heure de diffusion        | Diffusion originale | Diffusion originale | Chaînes    | Audiences (en millions) | Audiences (en millions) | Audiences (en millions) |
| Saisons | Saisons | Nombre d'épisodes | Jour et heure de diffusion        | Début de saison     | Fin de saison       | Chaînes    | Première                | Finale                  | Moyenne                 |
| ------- | ------- | ----------------- | --------------------------------- | ------------------- | ------------------- | ---------- | ----------------------- | ----------------------- | ----------------------- |
|         | 1       | 21                | Lundi 21H                         | 3 juin 2013         | 24 mars 2014        | ABC Family | 1,42                    | 1,28                    | 1,68                    |
|         | 2       | 21                | Lundi 21H (2014) Lundi 20H (2015) | 16 juin 2014        | 23 mars 2015        | ABC Family | 1,47                    | 1,45                    | 1,39                    |
|         | 3       | 20                | Lundi 20H                         | 8 juin 2015         | 28 mars 2016        | ABC Family | 1,26                    | 0,78                    | 1,00                    |
|         | 4       | 20                | Lundi 20H (2016) Mardi 20H (2017) | 20 juin 2016        | 11 avril 2017       | Freeform   | 0,91                    | 0,72                    | 0,81                    |
|         | 5       | 22                | Mardi 20H                         | 11 juillet 2017     | 6 juin 2018         | Freeform   | 0,87                    | 0,63                    | 0,62                    |

### Critiques
La série a reçu un score Metacritic de 70 sur 100 pour sa première saison, par onze critiques, indiquant « critiques généralement favorables ».
Tout en reconnaissant que son réseau était quelque peu redevable au format « savonneux » auquel son public cible s'était habitué, les critiques ont salué la série pour sa capacité à attirer les adultes et les plus jeunes, avec Mark A. Perigard, critique du Boston Herald. « Le spectacle joue avec les espoirs et les rêves de l'adolescence […] mais il y a aussi du contenu pour les adultes. » Et Gail Pennington de St. Louis Post-Dispatch, a dit : « assez intelligent pour les adultes, assez accessible pour les plus jeunes et assez divertissant pour les deux ».
La série a reçu un accueil positif [source insuffisante] pour sa représentation innovante des personnages et des thèmes LGBT. Sarah Caldwell, critique de la revue Entertainment Weekly, a écrit que le fait d'être un couple lesbien et biracial dans une émission de télévision familiale est un gros problème. Si vous regardez la démographie de la plupart des émissions de télévision, vous comprendrez que ce choix était facilement délibéré. Le critique du, Ellen Gray, a écrit : « Stef et Lena [sont] le genre de parents que j'ai le plus rencontrés dans la vraie vie qu'à la télévision, j'espère qu'ils seront les bienvenus là-bas car ils semblent accueillants. » Et le critique du Philadelphia Daily News, Matt Rousch, a retranscrit son avis de la même manière, en écrivant : « il y a quelque chose de rafraîchissant dans son approche non forcée de redéfinir ce à quoi ressemble une famille ». En plus de ses caractères adultes, la série a reçu des éloges pour son traitement de l'interrogation du personnage Jude de 13 ans à propos de son orientation sexuelle.
Hollywood.com cite la représentation réconfortante de Byerly lorsqu'il nomme Jude à sa liste de Personnages LGBTQ préférés à la télévision en 2014. L'organisation LGBT Tom Phelan intègre la série dans la seconde moitié de sa première saison. GLAAD salue également la décision de la série d'introduire le personnage Cole, un adolescent transgenre.
Dans son examen de l'épisode pilote, Brian Lowry de Variety a critiqué ce qu'il pensait être des éléments stéréotypés, écrivant que ce qui était caractéristique de la série semblait avoir été « extrait pendant la réunion, indiquant un spectacle construit par le comité ou incorporant trop de notes ». Tout en reconnaissant que Polo et Saum étaient des actrices compétentes et que le spectacle avait son cœur au bon endroit, Lowry décrivait la série comme une affaire de chiffres. Le critique de PopMatters, Maysa Hattab a détecté quelques-uns des mêmes problèmes, écrivant « Les Fosters ressemblent moins à une famille qu'un assemblage soigné de pièces usinées, comme si le spectacle avait été conçu pour une catégorie de drame familial » approuvée par un groupe de discussion, tout en admettant que les personnages principaux, Stef et Lena, étaient sympathiques.
Malgré le succès de la série, elle est exposée à différentes controverses tout au long de sa création, production et diffusion.
Le 8 octobre 2012, plus de sept mois avant le début de la série, l'organisation socialement conservatrice One Million Moms, a condamné Lopez et le spectacle, encourageant le public à le boycotter. Le groupe, qui a régulièrement défendu contre la représentation des couples de même sexe dans les médias, a déclaré : « Alors que le placement familial et l'adoption est une chose merveilleuse et la Bible nous apprend à aider les orphelins, ce programme est tenter de redéfinir le mariage et la famille en faisant en sorte que deux mères élèvent ensemble ces enfants. »
Ils ont publié la déclaration suivante : « De toute évidence, ABC a perdu la tête, et ABC Family a plusieurs programmes anti-famille, et ils prévoient d'ajouter un autre projet à cette liste grandissante. La société de production de Lopez, Nuyorican Productions, prévoit de parler d'un couple de lesbiennes et de leur famille diversifiée ».
Pour répondre à cela, ABC défend la série, avec Michael Riley, président de la chaîne ABC Family. Il affirme que The Fosters fusionnerait parfaitement avec le « storytelling et les personnages emblématiques » du réseau et qu'il présenterait « la profondeur, le cœur, les relations étroites et l'authenticité auxquels on peut s'attendre ». D'autres sources ont également défendu le spectacle. Josh Middleton, un écrivain du magazine Philadelphia, a qualifié de « ridicule » la déclaration de One Million Moms et a déclaré : « Ils ont visiblement manqué le bateau dans des émissions comme Modern Family et The New Normal, qui ont été diffusées ».

## Séries dérivées

### Girls United
Le 27 janvier 2014, il a été confirmé que ABC Family avait donné son feu vert à une série numérique dérivée intitulée The Fosters: Girls United.
La série web en cinq parties suit les résidents de la maison Girls United. Maia Mitchell, Daffany Clark, Cherinda Kincherlow, Annamarie Kenoyer, Alicia Sixtos, Hayley Kiyoko et Angela Elayne Gibbs en sont les vedettes.
Les 5 épisodes (d'une durée de 3 à 5 minutes), ont tous été mis en ligne le 4 février 2014, sur le site web et la chaîne YouTube officielle de ABC Family.

### Good Trouble
Un spin-off de treize épisodes a été commandé par Freeform, où on y suit l'histoire de Callie (Maia Mitchell) et de Mariana (Cierra Ramirez) dans leur nouvelle vie à Los Angeles.
Cette nouvelle série est dirigée par les mêmes producteurs exécutifs, soit Bradley Bredeweg, Peter Paige et la productrice Joanna Johnson.
Jennifer Lopez est elle aussi de retour en tant que productrice exécutive, et Maia Mitchell et Cierra Ramirez y font leurs débuts dans ce nouvel exercice, tout en étant les héroïnes principales de ce spin-off.
La famille Adams-Foster est présente à diverses occasions dans cette suite.

## Distinctions
La série, plusieurs acteurs et l'équipe technique ont été nommés et/ou récompensés.
| Année | Travail nommé                | Catégorie                                              | Résultat |
| ----- | ---------------------------- | ------------------------------------------------------ | -------- |
| 2017  | Kari Kimmel et Michael Brook | Meilleure composition pour une série télévisée         | Lauréat  |
| 2019  | Kari Kimmel                  | Meilleure musique d'ouverture pour une série télévisée | Lauréat  |

| Année | Travail nommé | Catégorie                            | Résultat |
| ----- | ------------- | ------------------------------------ | -------- |
| 2015  | Alec Puro     | Meilleure musique pour la télévision | Lauréat  |

| Année | Travail nommé                   | Catégorie      | Résultat |
| ----- | ------------------------------- | -------------- | -------- |
| 2014  | Peter Paige et Bradley Bredeweg | Prix d'honneur | Lauréat  |

| Année | Travail nommé  | Catégorie                  | Résultat   |
| ----- | -------------- | -------------------------- | ---------- |
| 2014  | The Fosters    | Meilleure série dramatique | Lauréat    |
| 2014  | Jennifer Lopez | Vanguard Award             | Lauréat    |
| 2015  | The Fosters    | Meilleure série dramatique | Nomination |
| 2016  | The Fosters    | Meilleure série dramatique | Nomination |
| 2017  | The Fosters    | Meilleure série dramatique | Nomination |

| Année | Travail nommé | Catégorie                  | Résultat   |
| ----- | ------------- | -------------------------- | ---------- |
| 2016  | The Fosters   | Meilleure série dramatique | Nomination |

| Année | Travail nommé                   | Catégorie      | Résultat |
| ----- | ------------------------------- | -------------- | -------- |
| 2014  | Peter Paige et Bradley Bredeweg | Prix d'honneur | Lauréat  |

| Année | Travail nommé                           | Catégorie                                       | Résultat   |
| ----- | --------------------------------------- | ----------------------------------------------- | ---------- |
| 2014  | Millicent Shelton pour l' épisode Clean | Meilleure réalisation pour une série dramatique | Nomination |

| Année | Travail nommé | Catégorie                                         | Résultat   |
| ----- | ------------- | ------------------------------------------------- | ---------- |
| 2014  | The Fosters   | Meilleur programme télévisé de prime time - drame | Nomination |
| 2015  | The Fosters   | Meilleur programme télévisé de prime time - drame | Nomination |
| 2016  | The Fosters   | Meilleur programme télévisé de prime time - drame | Nomination |

| Année | Travail nommé | Catégorie                      | Résultat |
| ----- | ------------- | ------------------------------ | -------- |
| 2014  | The Fosters   | Meilleur programme pour jeunes | Lauréat  |
| 2015  | The Fosters   | Meilleur programme pour jeunes | Lauréat  |

| Année | Travail nommé                                                     | Catégorie        | Résultat |
| ----- | ----------------------------------------------------------------- | ---------------- | -------- |
| 2014  | Bradley Bredeweg Peter Paige ABC Family Blazing Elm Entertainment | Série dramatique | Lauréat  |

| Année | Travail nommé                                | Catégorie                                  | Résultat   |
| ----- | -------------------------------------------- | ------------------------------------------ | ---------- |
| 2016  | Hayden Byerly Jake T. Austin Gavin MacIntosh | Meilleur ensemble dans une série télévisée | Nomination |

| Année | Travail nommé  | Catégorie      | Résultat |
| ----- | -------------- | -------------- | -------- |
| 2014  | Cierra Ramirez | Prix d'honneur | Lauréat  |

| Année | Travail nommé  | Catégorie      | Résultat |
| ----- | -------------- | -------------- | -------- |
| 2013  | Jennifer Lopez | Prix d'honneur | Lauréat  |
| 2015  | Teri Polo      | Prix d'honneur | Lauréat  |
| 2016  | Sherri Saum    | Prix d'honneur | Lauréat  |

| Année | Travail nommé  | Catégorie                                   | Résultat   |
| ----- | -------------- | ------------------------------------------- | ---------- |
| 2013  | Jake T. Austin | Meilleur acteur dans une série de l'été     | Nomination |
| 2013  | Maia Mitchell  | Meilleure actrice dans une série de l'été   | Nomination |
| 2013  | The Fosters    | Meilleure série de l'été                    | Nomination |
| 2013  | The Fosters    | Meilleure nouveauté                         | Lauréat    |
| 2014  | The Fosters    | Meilleure série dramatique                  | Nomination |
| 2014  | Jake T. Austin | Meilleur acteur dans une série dramatique   | Nomination |
| 2014  | Maia Mitchell  | Meilleure actrice dans une série dramatique | Nomination |
| 2014  | Cierra Ramirez | Meilleure actrice dans une série de l'été   | Nomination |
| 2014  | David Lambert  | Meilleur acteur dans une série de l'été     | Nomination |
| 2015  | Jake T. Austin | Meilleur acteur dans une série dramatique   | Nomination |
| 2015  | Maia Mitchell  | Meilleure actrice dans une série dramatique | Nomination |
| 2015  | David Lambert  | Meilleur acteur dans une série de l'été     | Nomination |
| 2016  | The Fosters    | Meilleure série de l'été                    | Nomination |
| 2016  | Maia Mitchell  | Meilleure actrice dans une série dramatique | Nomination |
| 2016  | Cierra Ramirez | Meilleure actrice dans une série de l'été   | Nomination |
| 2016  | David Lambert  | Meilleur acteur dans une série de l'été     | Nomination |
| 2017  | The Fosters    | Meilleure série de l'été                    | Nomination |
| 2017  | Maia Mitchell  | Meilleure actrice dans une série de l'été   | Nomination |
| 2017  | Cierra Ramirez | Meilleure actrice dans une série de l'été   | Nomination |
| 2017  | David Lambert  | Meilleur acteur dans une série de l'été     | Nomination |
| 2017  | Noah Centineo  | Meilleur acteur dans une série de l'été     | Nomination |
| 2018  | The Fosters    | Meilleure série dramatique                  | Nomination |
| 2018  | Maia Mitchell  | Meilleure actrice dans une série dramatique | Nomination |

| Année | Travail nommé                                                          | Catégorie        | Résultat |
| ----- | ---------------------------------------------------------------------- | ---------------- | -------- |
| 2015  | Maia Mitchell Cierra Ramirez Noah Centineo David Lambert Hayden Byerly | Awards d'honneur | Lauréat  |